# 又拍网
Yupoo.com（中文名称：又拍网）为中国大陆在线相册之一，为Flickr概念的在线相册。

## 关于
又拍网成立于2005年，用户有61MB/月的基本流量，如果需要更多流量可以扩充。目前Yupoo.com的最大竞争对手有Bababian.com以及国外的Flickr等。又拍网拥有自己专业的客户端，并且拥有强大的外部API功能。此外，又拍网可以作为小型论坛来使用。
Yupoo于2008年开始推出一系列限制免费用户的措施以促进其用户成为付费用户，限制包括：外链图片添加广告水印（可通过在添加网页添加 Yupoo广告解决）、无法外链网店以及增加流量限制（免费用户500M/月）等。

## 链接
- 官方首页（页面存档备份，存于）